# Adonijah Welch

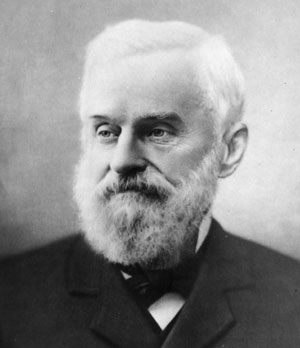
Adonijah Welch

Adonijah Strong Welch, född 12 april 1821 i East Hampton, Connecticut, död 14 mars 1889 i Pasadena, Kalifornien, var en amerikansk republikansk politiker. Han representerade delstaten Florida i USA:s senat 1868-1869.
Welch utexaminerades 1846 från University of Michigan. Han studerade därefter juridik och inledde 1847 sin karriär som advokat. Han deltog sedan i guldrushen i Kalifornien. Han var rektor vid Michigan State Normal School (numera Eastern Michigan University) 1851-1865. Han gifte sig 1859 med Eunice P. Buckingham. Paret fick tre barn.
Welch flyttade 1865 till Florida. Hustrun Eunice dog 1867 och Welch gifte om sig året därpå med Mary Beaumont Dudley. Han fick två barn från andra äktenskapet.
Republikanerna Welch och Thomas W. Osborn valdes 1868 till Floridas två första ledamöter av USA:s senat efter amerikanska inbördeskriget. Företrädarna Stephen Mallory och David Levy Yulee hade lämnat sina platser år 1861 i samband med att Florida utträdde ur USA. Welch efterträddes 1869 av Abijah Gilbert.
Welch var rektor vid Iowa State Agricultural College (numera Iowa State University) 1869-1883. Han var sedan professor i psykologi och historia vid Iowa State Agricultural College från 1885 fram till sin död. Hans grav finns på Iowa State College University Cemetery i Ames, Iowa.